# Корольский, Александр Михайлович
Алекса́ндр Миха́йлович Коро́льский — стрелок мотострелкового батальона 69-й механизированной бригады 9-го механизированного корпуса 3-й гвардейской танковой армии Воронежского фронта, воинское звание — рядовой.

## Биография

### Ранние годы
Родился 22 августа 1902 года в селе Атаманово Сухобузимского района Красноярского края в семье бедняка. Русский. Окончил 5 классов. Участвовал в Гражданской войне. В 1925—1928 был избран депутатом Атамановского земского сельского комитета Сухобузимского района. В конце 1929 года был назначен руководителем лесоучастка.
В январе 1930 года по обвинению в саботаже лесозаготовительных работ в честь религиозных праздников (Рождество, старый Новый год) Корольский был арестован и приговорён судом к высшей мере наказания. Расстрел только из-за бедняцкого происхождения и ввиду заслуг Корольского в экспроприации земель в революционную пору и гражданскую войну был заменён на 10 лет исправительно-трудовых лагерей. Срок Корольский отбывал на Беломоро-Балтийском канале. Работал бригадиром.
В 1936 году за самоотверженный труд и по зачётам Корольский был досрочно освобождён. Вернулся в Атаманово. Работал строителем, прорабом в совхозе.

### Участие в Великой Отечественной войне
Когда началась Великая Отечественная война, Корольского ввиду почти 40-летнего возраста, а главным образом по судимости, не призывали в армию. И только в январе 1943 года он добился призыва в армию и отправки на фронт. Воевал на Курской дуге, освобождал Сумскую и Полтавскую области Украины, за что был награждён орденом Славы 3-й степени.
В сентябре, преследуя врага, войска 3-й гвардейской танковой армии вышли к Днепру в районе Великой Букринской излучины. Здесь первоначально советское командование планировало захватить «главный» плацдарм для дальнейшего броска непосредственно на Киев. Поэтому форсирование реки войсками началось немедленно.
В ночь на 22 сентября 1943 года рядовой Корольский в числе первых из своего мотострелкового батальона переправился через Днепр у села Зарубинцы Каневского района Черкасской области. Начались ожесточённые бои на Букринском плацдарме.
26-29 сентября 1943 года Корольский участвовал в атаках по расширению плацдарма, захвату сёл Луковица, Григоровка и 2-х господствующих над местностью высот. Заменив погибшего командира взвода автоматчиков, руководил обороной отвоёванного клочка земли на правом берегу Днепра. Тем временем на плацдарм переправились другие части 1-го Украинского фронта.
Немецкие войска, понимая всю значимость Букринского плацдарма, усилили на него натиск. Бои стали принимать затяжной характер. И тогда 3-я гвардейская танковая армия, а в её рядах и рядовой Корольский, скрытно передислоцировалась на Лютежский плацдарм, что был захвачен к северу от Киева.
Корольский участвовал в стремительном броске своего механизированного корпуса в направлении города Фастов, отрезая отход киевской группировке врага. 6 ноября 1943 года город Киев был освобождён.
В ноябре 1943 года Военным Советом 1-го Украинского фронта судимость с Корольского была снята, и он был за переправу через Днепр представлен к геройскому званию.
Указом Президиума Верховного Совета СССР от 17 ноября 1943 года за образцовое выполнение боевых заданий командования на фронте борьбы с немецкими захватчиками и проявленные при этом отвагу и геройство Александру Михайловичу Корольскому было присвоено звание Героя Советского Союза.
Из-за ошибки в Указе о награждении Корольский так и не узнал. В одном из напряжённых боёв в районе города Бердичева Житомирской области Корольский получил тяжёлые ранения и 2 февраля 1944 года скончался в армейском госпитале.
До Победы воевали с фашистами его сыновья Борис, Дмитрий и Иван. Только в 1964 году сыну Борису была вручена Грамота Президиум Верховного Совета СССР о присвоении отцу звания Героя, и сыновья узнали о судьбе отца, долгое время считавшегося пропавшим без вести.

## Награды
Награждён орденом Ленина, орденом Славы 3-й степени, медалью.

## Память
В посёлке Атаманово Красноярского края именем А. М. Корольского назван переулок.